# Ángel Ruiz de Erenchun
Ángel María Ruiz de Erenchun Oficialdegui (Pamplona, Navarra, 
2 de octubre de 1940), más conocido únicamente por su primer nombre y primer apellido, Ángel Ruiz de Erenchun, es un político y abogado español. Fue senador de designación autonómica por Navarra entre 1986 y 1987, parte de la III legislatura de España.

## Biografía
Ángel Ruiz de Erenchun nació el 2 de octubre de 1940 en Pamplona, capital de Navarra. Se licenció en Derecho por la Universidad de Navarra en 1963.
Ejerce como abogado en Pamplona y fue colaborador de la Editorial Aranzadi desde 1964 a 1999. Fue Decano del Muy Ilustre Colegio de Abogados de Pamplona desde 1983 hasta 1999.
Senador de la Comunidad Foral de Navarra, designado por el Parlamento de Navarra como independiente con el apoyo de las fuerzas parlamentarias con representación previa a las elecciones forales de 1987: PSN, UPN, AP-PDP-UL, HB y PNV, entre 1985 y 1987, aunque su nombramiento no se hizo efectivo hasta mayo de 1986.
Ruiz de Erenchun fue, junto a Javier Asiain y Juan Manuel Zuza, abogado defensor del expresidente de Navarra, Gabriel Urralburu en el caso de corrupción conocido como «Caso Urralburu» o «Trama navarra del caso Roldán».